# N’Gourti
N'Gourti – miasto w Nigrze, w regionie Diffa, w departamencie N’Guigmi.